# العلاقات الطاجيكستانية الميكرونيسية
العلاقات الطاجيكستانية الميكرونيسية هي العلاقات الثنائية التي تجمع بين طاجيكستان وولايات ميكرونيسيا المتحدة.

## مقارنة بين البلدين
هذه مقارنة عامة ومرجعية للدولتين:
| وجه المقارنة                                              | طاجيكستان                          | ولايات ميكرونيسيا المتحدة |
| --------------------------------------------------------- | ---------------------------------- | ------------------------- |
| المساحة (كم2)                                             | 143.10 ألف                         | 702                       |
| عدد السكان (نسمة)                                         | 8.92 مليون                         | 105.54 ألف                |
| الكثافة السكانية (ن./كم²)                                 | 62.33                              | 15.03 ألف                 |
| العاصمة                                                   | دوشنبه                             | باليكير                   |
| اللغة الرسمية                                             | اللغة الطاجيكية                    | لغة إنجليزية              |
| العملة                                                    | ساماني طاجيكي، الروبل الطاجيكستاني | دولار أمريكي              |
| الناتج المحلي الإجمالي (بليون دولار)                      | 7.15 مليار                         | 336.43 مليون              |
| الناتج المحلي الإجمالي (تعادل القوة الشرائية) بليون دولار | 24.03 مليار                        | 365.27 مليون              |
| الناتج المحلي الإجمالي الاسمي للفرد دولار أمريكي          | 925                                | 3.02 ألف                  |
| الناتج المحلي الإجمالي للفرد دولار أمريكي                 | 2.69 ألف                           |                           |
| مؤشر التنمية البشرية                                      | 0.624                              | 0.640                     |
| رمز المكالمات الدولي                                      | +992                               | +691                      |
| رمز الإنترنت                                              | .tj                                | .fm                       |
| المنطقة الزمنية                                           | ت ع م+05:00                        |                           |

## منظمات دولية مشتركة
يشترك البلدان في عضوية مجموعة من المنظمات الدولية، منها:
| علم المنظمة | اسم المنظمة                        | تاريخ انضمام طاجيكستان | تاريخ انضمام ولايات ميكرونيسيا المتحدة |
| ----------- | ---------------------------------- | ---------------------- | -------------------------------------- |
|             | مؤسسة التنمية الدولية              | 4 يونيو 1993           | 24 يونيو 1993                          |
|             | مؤسسة التمويل الدولية              | 2 ديسمبر 1994          | 24 يونيو 1993                          |
|             | منظمة حظر الأسلحة الكيميائية       | ?                      | ?                                      |
|             | الأمم المتحدة                      | 2 مارس 1992            | 17 سبتمبر 1991                         |
|             | الاتحاد الدولي للاتصالات           | 28 أبريل 1994          | 18 مارس 1993                           |
|             | البنك الدولي للإنشاء والتعمير      | 4 يونيو 1993           | 24 يونيو 1993                          |
|             | وكالة ضمان الاستثمار متعدد الأطراف | 9 ديسمبر 2002          | 11 أغسطس 1993                          |
|             | بنك التنمية الآسيوي                | 1998                   | 1990                                   |
|             | يونسكو                             | 6 أبريل 1993           | 19 أكتوبر 1999                         |